# Indiepedia.de
indiepedia.de ist ein im Juni 2005 gegründetes deutschsprachiges Online-Lexikon für Indie- und Popkultur, das unter anderem vom Herausgeber des Fanzines Pitti Platsch 3000 ins Leben gerufen wurde und dessen Inhalte unter der Creative-Commons-Lizenz CC-by-nc-sa-3.0 veröffentlicht wurden.
Der Schwerpunkt liegt auf der Independent- und Popkultur, insbesondere auf verschiedenen Musikszenen und Musik allgemein, es fanden sich aber auch Artikel zu Film, Hörfunk, Fernsehen, Literatur und Zeitschriften.
Im März 2006 wurde eine eigenständige englischsprachige Indiepedia mit ähnlichem Schwerpunkt gegründet, die vorher die Genehmigung für die Namensnutzung erfragte, jedoch wieder eingestellt wurde. Die Zeitschrift Intro berichtete in der Novemberausgabe 2005 über Indiepedia.de. Im April 2006 berichtete auch die Fachzeitschrift Musikexpress in einem Artikel über Online-Enzyklopädien mit Musikbezug über Indiepedia.de.
Die Bearbeitung von Artikeln ist seit Ende 2021 / Anfang 2022 nur nach Anmeldung per Passwortvergabe möglich. Die ursprüngliche Mailadresse des Domainbetreibers muss dabei als bekannt vorausgesetzt werden.
Ende April 2021 ging indiepedia.de kommentarlos vom Netz. Der letzte Schnappschuss in der Wayback-Machine datiert auf den 20. April 2021. Einige Wochen später war die Seite dann gegen Authentifizierung privatisiert wieder online. Die seit Jahren dort tätigen Hauptautoren wurden nicht oder unvollständig von der Aktion informiert.